# 花椒油

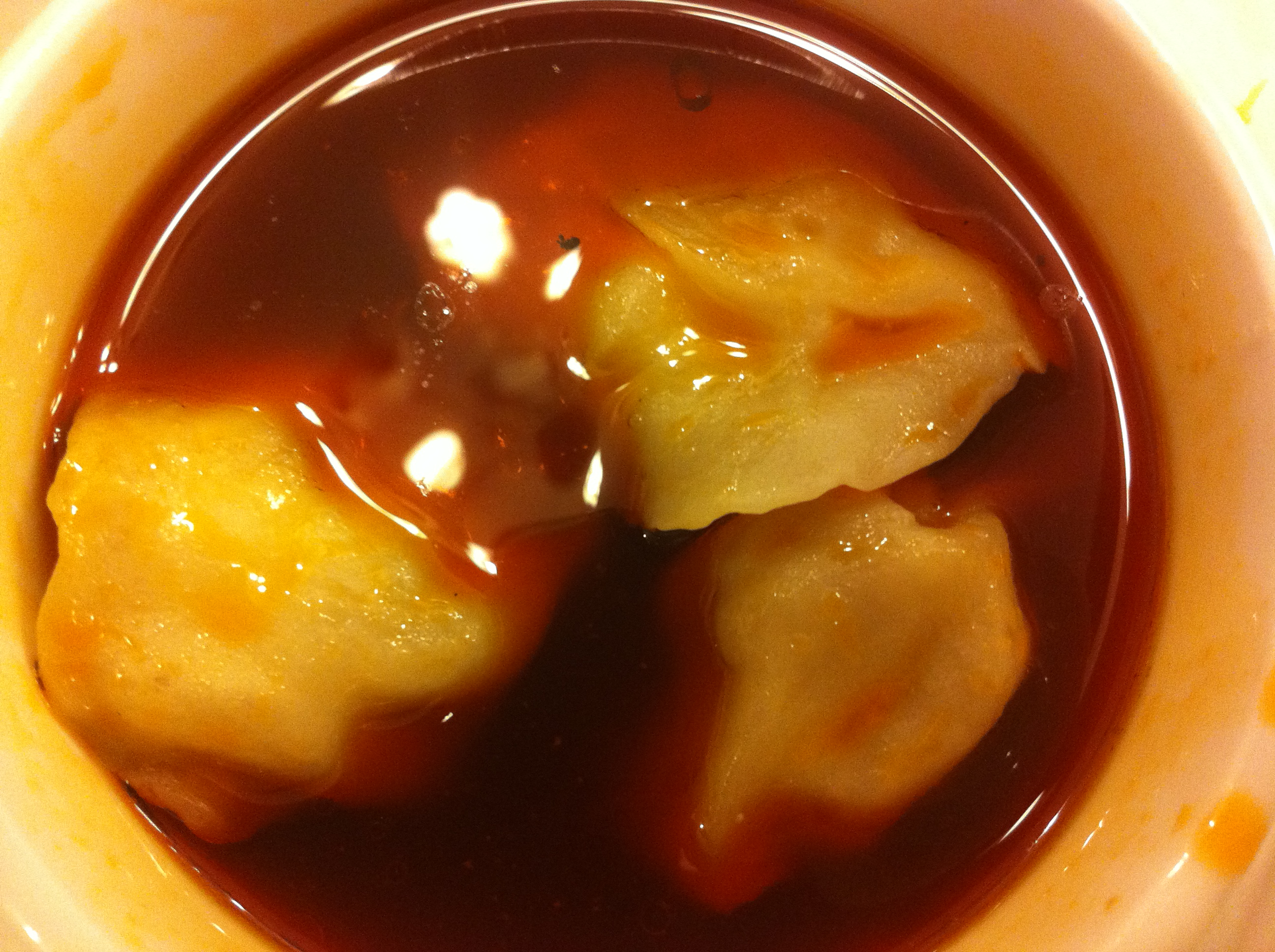
使用花椒油的紅油抄手，成都龙抄手餐厅

花椒油又稱油辣或红油，是一種原產四川的特有辣油，也是和豆瓣醬齊名的四川特色調味醬。其原料是花椒，主要特點是麻而不辣。比起其他辣油，花椒油的色澤特別橘紅渾濁，紅色的油體在辣醬中起起伏伏。另外在台灣，因為紅油抄手的大量普及，所以花椒油間接地成為台灣菜色中的重要一部分。

## 菜式
花椒油有多種烹調方法，例如熗、爆、炒、煮、燜等。川菜中很多菜色都必定用到花椒油，其中以紅油抄手最有名，其他還包括花椒油乾拌麵、花椒油炒飯、花椒油燒肉、花椒油雞、花椒油回鍋肉等等。另外，川菜中的宫保鸡丁、干烧鱼、回锅肉、家常豆腐、夫妻肺片、合川肉片、干煸牛肉丝、怪味鸡块、鱼香肉丝、水煮牛肉、水煮魚等，這些菜餚雖然不一定會用到花椒油、但是使用的話會大幅提升菜色的風味。
- 紅油抄手
- 水煮魚
- 夫妻肺片